# 涙の糸
「涙の糸」（なみだのいと）は、1969年4月25日に発売されたジャッキー吉川とブルー・コメッツの楽曲である。作詞は橋本淳、作曲・編曲は筒美京平による。B面は「ブルー・シャンソン」。当時流行していたR&Bのスタイルを取り入れた作品となり、前作の「雨の赤坂」、前々作の「さよならのあとで」等の純粋な歌謡曲路線の作品とは違うスタイルの作品となった。オリコンチャートは最高16位という結果で、最高20位という結果に終わった前作の順位と比べると、幾分であるが持ちなおした。

## 収録曲
※いずれも作詞:橋本淳、編曲:筒美京平
| #  | タイトル               | 作詞 | 作曲     |
| -- | ---------------------- | ---- | -------- |
| 1. | 「涙の糸」             |      | 筒美京平 |
| 2. | 「ブルー・シャンソン」 |      | 井上忠夫 |